# Eilema purpureotincta
Eilema purpureotincta är en fjärilsart som beskrevs av De Toulgoët 1954. Eilema purpureotincta ingår i släktet Eilema och familjen björnspinnare. Inga underarter finns listade i Catalogue of Life.